# Уакечула
Уакечула (исп. Huaquechula) — муниципалитет в Мексике, входит в штат Пуэбла. Население — 26 114 человек.

## История
Город основан в 1895 году.